# Владимир А. Водинелић
Владимир А. Водинелић ( Штајер, 14. мај 1918 — Крагујевац, 2. јануар 1994) био је најзначајнији професор криминалистике у бившој СФРЈ. Његови радови из области криминалистике обележили су период развоја ове науке у социјалистичкој Југославији и другој половини 20. века.

## Рани период и школовање
Владимир Водинелић рођен је 14. маја 1918. године од оца Антона и мајке Пауле (крштено име Владимир Wilibald) у Штајеру, Аустрија. Основну школу је завршио у Шапцу, а велику гимназију у Славонској Пожеги 1937. године. Дипломирао је на Правном факултету у Сплиту. Докторирао је на Правном факултету у Загребу 1970. године са докторском дисертацијом „Вредност идентификационих трагова за утврђивање чињеница у кривичном поступку”.

## Професионална каријера
Професионалну каријеру је започео 1945. године у редакцији културне рубрике часописа "Вјесник" у Загребу. Исте године почиње са радом у Ресору унутрашњих послова (Славонска Пожега) на задацима криминалистичке службе. Године 1947. постављен је за начелника одељења за сузбијање класичног криминалитета у Криминалистичкој управи. Истовремено је обављао и дужност директора прве криминалистичке школе у Јанкомиру где предаје Криминалистичку тактику и методику. Од 1949. године ради као наставник криминалистике на Вишој школи Министарства унутрашњих послова ФНРЈ у Београду, где је неколико година вршио дужност помоћника директора школе.
Године 1961. Водинелић је почео да ради у Институту за криминолошка и криминалистичка истраживања у Београду где је био начелник Одељења за документацију. У фебруару 1965. године прелази у Савезни секретаријат за унутрашње послове као стручни саветник за Криминалистичку службу.
Дао је велики допринос при оснивању Више школе унутрашњих послова у Загребу и Факултета за безбедност у Скопљу.
Као стручњак за криминалистику професор Водинелић је био делегат на више међународних и стручних састанака криминолога, нпр., у Бриселу (1951), Бечу и Амстердаму (1961), итд.
Био је активан члан Удружења за кривично право и криминологију, Удружења правника и Удружења за судску медицину. 
Доприносио је популаризацији криминалистике бројним предавањима која је држао у Београду (на Коларчевом и Радничком универзитету) и многим другим местима широм Југославије.
Извршио је велики број криминалистичких експеримената и вештачења која су била од значаја за доношење судских одлука у компликованим кривичним поступцима.

## Универзитетска каријера
Године 1967. је изабран за наставника у звању вишег предавача за наставни предмет Кривични судски поступак са криминалистиком на Правном факултету у Сплиту. Допринео је оснивању криминолошког института „Иван Вучетић”, чији је директор био једно време.
Изабран је за спољњег сарадника при катедри кривичног права на Правном факултету Универзитета у Београду за наставни предмет Криминалистика-тактика и методика, из којих је држао предавања, вежбе и спроводио испите.
Од новембра 1976, па све до пензионисања (1. 10. 1985. године) био је професор криминалистике и кривичног процесног права на Правном факултету Универзитета у Крагујевцу. Поред тога, био је професор криминалистичке тактике на Факултету безбедности у Скопљу почевши од оснивања тог факултета (школске 1977/78) па све до смрти. Био је руководилац курса за последипломске студије на том факултету и сматра се најзаслужнијим за развој криминалистичке науке у Македонији.
Писао је научне радове и учествовао је на научним скуповима и после пензионисања, све до непосредно пред смрт.

## Остале напомене
Професор Водинелић је био велики човек. Био је веома цењен као колега и професор. Био је највећи ауторитет из области криминалистике у СФРЈ. Био је ментор на докторским студијама, директно или индиректно је учествовао у креирању професионалног профила плејаде бројних стручњака из криминалистике који су потом давали свој допринос у науци и у пракси.
Био је изванредан предавач. Његова предавања су држала пажњу слушалаца и дуго су се памтила.
Активно се користио немачким и руским језиком. Познавао је и француски.